# Niger-Kongospråk

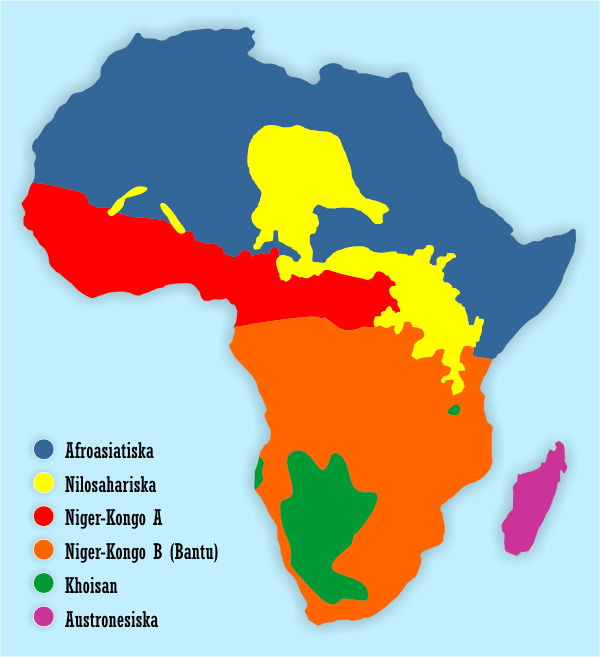
Afrikas språkfamiljer

Niger-Kongospråken är en av de största språkfamiljerna i världen. I Afrika är det just dessa språk som har störst geografisk utbredning, flest talare och störst antal språk.
Med en brasklapp för att det är svårt att avgränsa vad som är ett språk är Niger-Kongospråken troligen den språkfamilj i världen som hyser flest språk. Nästan alla språk med någon större spridning i subsahariska Afrika tillhör denna språkfamilj.
En stor del av språkfamiljen utgörs av gruppen bantuspråk. Niger-Kongospråken kan även indelas i Niger-Kongo-A-språk och Niger-Kongo-B-språk, där de senare är detsamma som bantuspråk.
Ett särdrag som många Niger-Kongospråk delar är bruket av ett system som kategoriserar substantiven i flera klasser, på ett sätt som åtminstone delvis påminner om ett genus-system.

## Klassificeringshistoria

### Tidiga klassificeringar
Niger-Kongospråken som de kallas idag blev endast gradvis erkända som en enhet. I tidiga klassificeringar av afrikanska språk var ett av de viktigaste kriterierna för att urskilja olika grupperingar språkens användning av prefix för att klassificera substantiv, eller avsaknad av sådana prefix. Ett betydande framsteg kom med Sigismund Wilhelm Koelles arbeten. Koelle försökte 1854 i Polyglotta Africana göra en noggrann klassificering och de grupperingar som han där urskiljde motsvarar i ganska många fall moderna grupperingar. En tidig skiss av Niger-Kongospråkens utbredning som en språkfamilj kan hittas i Koelles observation, som återspeglades av Wilhelm Bleek (1856), att de atlantiska språken använde prefix på samma sätt som många subsahariska språk. Följande arbeten av Bleek, och några årtionden senare Carl Meinhofs jämförande arbeten, etablerade bantuspråken som en lingvistisk enhet.
I många fall användes en blandning av språktypologiska och rasmässiga kriterier när man gjorde vidare klassificeringar. På detta sätt gjorde Friedrich Müller i sin ambitiösa klassificering (1876–1888) en åtskillnad mellan ”neger”- och bantuspråk. På samma sätt ansåg afrikanisten Lepsius att bantuspråken var av afrikanskt ursprung, och många ’blandade negerspråk’ produkter av möten mellan bantuspråk och inkräktande asiatiska språk. Under denna period började ett förhållande mellan bantuspråk och språk med bantuliknande (men mindre fullständiga) system av substantivklasser att framträda. Vissa författare såg de senare som språk som ännu inte hade utvecklats till full bantustatus, medan andra betraktade dem som språk som delvis hade förlorat ursprungliga drag som fortfarande återfanns i bantuspråken. Bantuisten Meinhof gjorde en huvudsaklig åtskillnad mellan bantuspråk och en ’semi-bantu’-grupp, som enligt honom ursprungligen var av den obesläktade sudanesiska språkfamiljen.

### Westermann, Greenberg och vidare
Diedrich Hermann Westermann, en elev till Meinhof, försökte fastställa den interna klassificeringen av de dåvarande sudanska språken. I ett arbete från 1911 upprättade han en grundläggande distinktion mellan ’öst’ och ’väst’. En historisk rekonstruktion av västsudanska publicerades 1927, och i hans verk 'Character und Einteilung der Sudansprachen' från 1935 fastställde han slutgiltigt släktskapen mellan bantuspråken och västsudanska språk.
Joseph Greenberg tog Westermanns arbete som startpunkt för sin egen klassificering. I en serie artiklar som publicerades mellan 1949 och 1954 hävdade han att Westermanns 'västsudanska' och bantuspråken bildade en enda genetisk familj som han kallade Niger-Kongo, att bantuspråk utgjorde en undergrupp av Benue-Kongo-grenen, att Adamawa-östlig, som tidigare inte ansågs vara besläktad, var en annan medlem av denna familj, och att fula tillhörde de västatlantiska språken. Strax innan dessa artiklar samlades i slutlig bokform (The Languages of Africa) 1963 justerade han sin klassificering genom att lägga till kordofanspråk som en gren likställd med Niger-Kongo som helhet. Familjen omdöptes därför till Niger-Kordofanspråk. Greenbergs arbete möttes till en början av skepsis men blev senare det förhärskande synsättet för de flesta forskare. 
Bennet och Sterk (1977) presenterade en intern omklassificering baserad på lexikostatistik, som lade grunden till omgrupperingen i Bendor-Samuel 1989. Kordofanspråken ansågs vara en av flera huvudsakliga grenar snarare än att vara likställd med språkstammen som helhet. Detta föranledde ett återinförande av termen ”Niger-Kongospråk”, som nu är den gängse bland språkforskare. Många klassificeringar fortsätter att placera Kordofanspråken som den mest avlägsna grenen, men främst på grund av negativ bevisning (färre lexikala överensstämmelser), snarare än positiv bevisning att de andra språken bildar en giltig genealogisk grupp. På samma sätt anses ofta mandespråk vara den andra mest avlägsna grenen på grund av att de förlorat Niger-Kongospråkens substantivklassystem, snarare än någon validitet för resten av familjen som en grupp. 

### Niger-Kongospråk och nilo-sahariska språk
Under årens lopp har flera språkforskare föreslagit en förbindelse mellan Niger-Kongospråk och nilo-sahariska språk, förmodligen med början i Westermanns jämförande arbete om den 'sudanska' språkfamiljen där 'östsudanska' (nu klassificerade som nilo-sahariska) och 'västsudanska' (nu klassificerade som Niger-Kongo) språk var förenade. Gregersen (1972) föreslog att Niger-Kongospråk och nilo-sahariska språk skulle slås ihop i en större språkstam som han kallade Kongo-sahariska språk. Hans bevisning var främst grundad på osäkerheten i klassificeringen av songhayspråken, morfologiska överensstämmelser och lexikaliska likheter. En mer sentida förespråkare är Roger Blench (1995), som framför fonologisk, morfologisk och lexikalisk bevisning för att slå ihop Niger-Kongospråk och nilo-sahariska språk i en Niger-saharisk språkstam. Inom denna nilo-sahariska stam anser Blench att Niger-Kongospråken är närmast besläktade med centralsudanska språk. De flesta hypoteser som förenar de två språkfamiljerna har inte givit upphov till särskilt mycket diskussion.

## Gemensamma drag

### Fonologi
Niger-Kongospråken har en klar preferens för öppna stavelser av typen KV (konsonant-vokal). Den typiska ordstrukturen i proto-Niger-Kongo anses ha varit KVKV, en struktur som fortfarande finns i till exempel bantuspråk, mandespråk och ijoidspråk. I många andra grenar har denna struktur reducerats genom fonologiska förändringar. Verben består av en rot som följs av ett eller fler utvidgande suffix. Substantiv består av en rot som ursprungligen föregicks av ett substantivklassprefix av formen (K)V-, som ofta har eroderats av ljudförändringar. 

#### Konsonant- och vokalsystem
Rekonstruktioner av konsonantsystemen för flera grenar av Niger-Kongospråk (Stewart för proto-Volta-Kongo, Mukarovsky för sin proto-väst-nigritiska, som ungefär motsvarar atlant-Kongospråk) har oberoende av varandra föreslagit en fonologisk kontrast mellan två klasser av konsonanter. I väntan på större klarhet om den precisa naturen av denna kontrast karakteriseras den allmänt som en kontrast mellan 'fortis'- och 'lenis'-konsonanter. Fem artikulationsställen postuleras för proto-Niger-Kongospråkets konsonantuppsättning: labial, alveolar, palatal, velar, och labio-velar.
Många Niger-Kongospråk uppvisar vokalharmoni grundad på draget [ATR] (framskjuten tungrot). I denna typ av vokalharmoni är tungrotens position den fonetiska basen för distinktionen mellan två harmonierande uppsättningar vokaler. I dess fullständigaste form involverar denna typ två klasser som båda innehåller fem vokaler: [+ATR] /i, e, ə, o, u/ and [-ATR] /ɪ, ɛ, a, ɔ, ʊ/. Vokaluppsättningar av denna typ återfinns fortfarande i några grenar av Niger-Kongospråk, till exempel i Ghana-Togo-bergsspråk. Många språk uppvisar reduktioner från detta fullständigare system. Det faktum att tio vokaler har rekonstruerats för proto-atlantiska, proto-ijoid och möjligen proto-Volta-Kongo föranleder Williamson (1989:23) att formulera hypotesen att Niger-Kongospråkens ursprungliga vokaluppsättning var ett fullständigt tiovokalsystem. Å andra sidan rekonstruerar Stewart i nyliga jämförande arbeten ett sjuvokalsystem för sitt proto-potou-akanisk-bantuspråk.

#### Nasalitet
Flera forskare har dokumenterat en kontrast mellan oralvokaler och nasalvokaler i Niger-Kongospråk. I sin rekonstruktion av proto-Volta-Kongo postulerar Steward (1976) att nasala konsonanter har utvecklats under inflytande av nasala vokaler. Denna hypotes stöds av det faktum att det finns flera Niger-Kongospråk som har analyserats som att de saknar nasala konsonanter överhuvudtaget. Språk som dessa har nasala vokaler tillsammans med komplementär distribution mellan orala och nasala konsonanter före orala och nasala vokaler. Senare förlust av nasal/oral-kontrasten hos vokaler kan resultera i att nasala konsonanter blir en del av fonembeståndet. I alla fall som hittills har rapporterats är bilabialt /m/ den första nasala konsonant som blir fonologiserad. Niger-Kongospråk gör därmed två vanliga antaganden om nasaler ogiltiga: att alla språk har minst en primär nasal konsonant, och att om ett språk har endast en primär nasal konsonant är denna /n/. 
Niger-Kongospråk uppvisar vanligen färre nasala än orala vokaler. Kasem, ett språk med ett tiovokalsystem som tillämpar vokalharmoni med framskjuten tungrot, har sju nasalerade vokaler. Yoruba har sju orala vokaler och bara fem nasala. 

#### Ton
Det stora flertalet av dagens Niger-Kongospråk är tonspråk. Ett typiskt Niger-Kongospråkligt tonsystem involverar två eller tre kontrastiva nivåtoner. Fyrnivåsystem är mindre utbredda, och femnivåsystem är ovanliga. Endast några få Niger-Kongospråk är icke-tonala. Swahili är kanske det mest kända, men inom den atlantiska grenen finns några fler. Proto-Niger-Kongospråket anses ha varit ett tonspråk med två kontrastiva nivåer. Synkrona och jämförande historiska studier av tonsystem visar att ett sådant grundläggande system lätt kan utveckla fler tonala kontraster under inflytande av depressorkonsonanter eller genom införande av ett nedsteg. Språk som har fler tonala nivåer tenderar att använda ton mer för lexikala och mindre för grammatiska kontraster. 
| H, L | Dyula, Temne, Dogon, Dagbani, Gbaya, Akan, Anyi, Efik, Igbo, Ewe, Lingala |
| H, M, L | Yakuba, Nafaanra, Kasem, Banda, Yoruba, Jukun, Dangme, Yukuben            |
| T, H, M, L | Gban, Wobe, Munzombo, Igede, Mambila                                      |
| T, H, M, L, VL | Ashuku (Benue-Kongo), Dan-Santa (Mande)                                   |
| PA/S | Maninka, Fula, Wolof, Swahili                                             |
| Använda förkortningar: T topp, H hög, M mellan, L låg, VL mycket låg, PA/S pitch-accent eller tryckaccent Baserad på Williamson 1989:27 |                                                                           |

### Morfosyntax

#### Substantivklassificering
Niger-Kongospråk är kända för sitt system med substantivklassificering, av vilket spår kan hittas i varje gren av familjen.

#### Ordföljd
Ordföljden subjekt–predikat–objekt är ganska utbredd bland nutida Niger-Kongospråk, men SOV återfinns i såpass skilda grenar som mande, ijoid och dogonspråk. På grund av detta har det debatterats en hel del om den grundläggande ordföljden i Niger-Kongospråk.

## Större undergrupper
De större språken eller undergrupperna som tillhör Niger-Kongospråk är:
- Kordofanspråk: talas i södra Sudan, omkring Nubabergen
- Mandespråk: talas i Västafrika, inkluderar bambara, det största språket i Mali, samt soninke, ett språk som talas främst i Mali men även i Senegal och Mauretanien.
- Atlant-Kongospråk
  - Atlantiska språk: inkluderar wolof, som talas i Senegal, och fula, ett språk som talas runtomkring i Sahel. Om atlantiska språk är giltig som genetisk gruppering är en kontroversiell fråga.
  - Ijoidspråk i Nigeria, däribland ijospråk och defaka.
  - Dogonspråk, som talas i Mali
  - Volta-Kongospråk
    - Senufospråk: talas främst i Elfenbenskusten och Mali: senari, supyire och nafaanra.
    - Gurspråk: Inkluderar dagbani i norra Ghana och talas bland annat i Elfenbenskusten, Togo, Burkina Faso och Mali.
    - Adamawa-Ubangispråk: inkluderar sango, som talas i Centralafrikanska republiken.
    - Kruspråk: talas i Västafrika, inkluderar bété, nyabwa och dida.
    - Kwaspråk: inkluderar akan, som talas i Ghana, och gbespråken, som talas i Ghana, Togo, Benin och Nigeria. Det mest kända gbespråket är ewe.
    - Benue-Kongospråk, inkluderar bland andra:
      - Bantuspråk: en mycket stor grupp, inkluderar swahili och zulu.
      - Yoruba och igbo, som talas i Nigeria.

Vissa forskare anser att de omkring tjugo Kordofanspråken ingår i Niger-Kongospråkfamiljen, medan andra anser att de och Niger-Kongospråk bildar två skilda grenar av en Niger-Kordofanfamilj. Senufo har traditionellt placerats inom gurspråken, men anses nu vanligen vara en tidig utväxt från Volta-Kongogruppen. Det finns också en pågående debatt om huruvida mandespråken ska inkluderas i Niger-Kongospråken eller i nilo-sahariska språk. Andra forskare är skeptiska till både Niger-Kordofanspråk och Niger-Kongospråk i sig.
Språken laal, mpre och jalaa förbinds ofta med Niger-Kongospråk, man har ännu inte blivit slutgiltigt klassificerade.

### Underklassifikation
En alternativ klassificering, baserad på Blench, följer. (Familjer i fetstil och enskilda språk i kursiv.)
Niger-Kongospråk
- Kordofanska
- Mande
- Västatlantiska
- Volta-Kongo
  -  ? Ijaw
  - Dogon
  - Nordlig Volta-Kongo (= Volta-Kru)
    - Kru
    - Savannas (= Greenbergs Voltaic and Adamawa-Ubanguian)
      - Ubangian (till exempel gbaya, sango, banda, zande)
      -  ? Senufo
      - Gur I (till exempel mossi, dagbani, ditamari)
      - Gur II (till exempel kabre, dan, doghose)
      - Kulango
      - Bariba
      - Vyemo
      - Tyefo
      - Natyoro
      - Tusya (= Win)
      - Chamba-Mumuye
      - Mbum
      - Wadja-Bambuka
      - Ba
      - Kam

  - Sydlig Volta-Kongo (= Benue-Kwa)
    - Kwa
      - Nyo (till exempel akan)
      - Ka (till exempel gbe)

    - Västlig Benue-Kongo (= Ogun)
      - Nupe
      - "DEAI"
        - Defoid (till exempel Yoruba)
        - Edoid (till exempel Benin)
        - Akoko
        - Igboid

      - Ayere
      - Akpes

    - (Östlig) Benue-Kongo
      -  ? Ukaan
      - Platoid (till exempel bauchi, jukun, birom)
      - Bantoid-Cross
        -  ? Bendi
        - Cross River (till exempel calabar, ogoni, abua, efik)
        - Bantoid (till exempel jarawa, tiv, bantu)